# Ramnogalakturonanska eksolijaza
Ramnogalakturonanska eksolijaza (EC 4.2.2.24, YesX) je enzim sa sistematskim imenom alfa-L-ramnopiranozil-(1->4)-alfa--galaktopiranoziluronat eksolijaza. Ovaj enzim katalizuje sledeću hemijsku reakciju
Eksotipno eliminativno razlaganje alfa-L-ramnopiranozil-(1->4)-alfa--galaktopiranoziluronsko kiselinskih veza ramnogalakturonan I oligosaharida koji sadrže alfa-L-ramnopiranozu na redukujućem kraju i 4-dezoksi-4,5-nezasićenu -galaktopiranoziluronsku kiselinu na neredukujućem kraju. Produkti su disaharid 2-O-(4-dezoksi-beta-L-treo-heks-4-enopiranuronozil)-alfa-L-ramnopiranoza i skraćeni ramnogalakturonanski oligosaharid koji sadrži 4-dezoksi-4,5-nezasićenu -galaktopiranoziluronsku kiselinu na neredukujućem kraju.
Ovaj enzim učestvuje u degradaciji ramnogalakturonana I kod Bacillus subtilis vrste 168.

## Literatura
- Nicholas C. Price; Lewis Stevens (1999). Fundamentals of Enzymology: The Cell and Molecular Biology of Catalytic Proteins (Third изд.). USA: Oxford University Press. ISBN 019850229X.
- Eric J. Toone (2006). Advances in Enzymology and Related Areas of Molecular Biology, Protein Evolution (Volume 75 изд.). Wiley-Interscience. ISBN 0471205036.
- Branden C; Tooze J. Introduction to Protein Structure. New York, NY: Garland Publishing. ISBN 0-8153-2305-0.
- Irwin H. Segel. Enzyme Kinetics: Behavior and Analysis of Rapid Equilibrium and Steady-State Enzyme Systems (Book 44 изд.). Wiley Classics Library. ISBN 0471303097.

## Spoljašnje veze
- Rhamnogalacturonan+exolyase на 